# Повернення у загублений світ
Повернення у загублений світ (англ. Return to the Lost World) — канадський науково-фантастичний фільм 1992 року режисера Тімоті Бонда. Продовження фільму «Загублений світ». Зйомки фільму відбулись у Зімбабве.

## Сюжет
В Африку за нафтою та іншими скарбами прямують європейські авантюристи всіх мастей. Серед них — бельгієць Хейманс з гуртом головорізів. Дорогу до родовищ він прокладає собі, вирубуючи рослинність, винищуючи вогнем і вибухівкою унікальних тварин, беручи у рабство і вбиваючи місцевих жителів. Під девізом «Ніяких більше богів! — тільки Смерть» Хейманс скидає з кручі вождя місцевого племені й добиває динозавра, який вижив після динамітного вибуху. У розпачі красуня-абориген Малу приходить до Кейт Кріншоу, яка телеграфує лондонському репортерові Едварду Мелоуну і фотографу Дженні Нільсону про те, що через видобуток нафти їх улюблені реліктові тварини знаходяться в небезпеці. Журналісти б'ють на сполох. Професори Челленджер і Саммерлі приєднуються до них, і всі разом поспішають на допомогу загубленому світу. Разом з ними проситься чарівна міс Жанін Мельсон — фотограф з популярного географічного журналу. Після деяких суперечок вся команда вирушає в дорогу, де по приїзду в африканське село її членів стає більше — з'являється Джим, хлопчисько, помічник репортера і сам Челленджер, якого не хотів брати через ворожнечу Саммерлі. Товариші знаходять вхід у загублений світ, де виявляють різні види динозаврів. Експедиція повертається з одним екземпляром птеродактиля, і весь світ дізнається про неможливе. Цим вирішують скористатися бандити й встановлюють на незайманій землі вишку, не шкодуючи рідкісних тварин. Дізнавшись про те, що трапилося, першовідкривачі вирішують виручити бідних, і затримують мерзотників. Але на цьому неприємності африканського поселення не закінчуються — прокидається жахливий вулкан. Челленджер завдяки своєму винаходу заспокоює його і зберігає житло місцевим аборигенам і динозаврам.

## У ролях
- Джон Ріс-Девіс — професор Джордж Челленджер
- Девід Ворнер — професор Саммерлі
- Ерік Маккормек — Едвард Мелоун
- Натанія Стенфорд — Малу
- Даррен Пітер Мерсер — Джим
- Тамара Горська — Джені Нільсон
- Сала Каме — Ден
- Фіделіс Чеза — вождь Палала
- Джон Чіносіяні — ветеринар
- Інноцент Чода — Пуджо
- Кейт Іган — Кейт Грешоу
- Майк Грей — Mojo Porter
- Роберт Габер — Maple White
- Ян Юле — Петерсон